# Žahalkovití
Žahalkovití (Scoliidae) je čeleď žahadlových blanokřídlých patřící do nadčeledi Vespoidea (vosy). Čeleď zahrnuje asi 560 druhů, jež se dělí do dvou podčeledí. Zástupci této čeledi jsou rozšířeni kosmopolitně a žijí i v palearktické oblasti. V Česku se vyskytují 3 až 4 druhy (výskyt jednoho je nejistý).

## Popis
Druhy patřící mezi žahalkovité jsou středně velké až velké, silně stavěné, ochlupené a většinou výrazně zbarvené. Základní barvou je černá, která bývá kombinována se žlutou, cihlově červenou, případně bílou. Pohlavní dimorfismus není příliš výrazný. Samci dosahují o něco menší velikosti a jsou štíhlejší, hlavu mají útlejší a u některých druhů jinak zbarvenou. Vnitřní okraje očí jsou vykrojené. Tykadla samic se skládají z dvanácti článků, tykadla samců ze třinácti a jsou výrazně delší. Zadeček samců tvoří 7 článků (poslední obsahuje 3 trny), u samic jen 6. Celková délka těla je různá (obvykle 10-30 mm), nicméně mezi žahalkovité se řadí i obzvláště velké druhy. Například žahalka obrovská (Megascolia maculata) dosahuje délky až 46 mm, přičemž rekordní exempláři mohou mít i okolo 50 mm při rozpětí křídel asi 60 mm. Jedná se tak o největšího zástupce blanokřídlých v Evropě a jednoho z největších na světě.

## Ekologie a chování
Dospělí jedinci létají za slunných dní letních měsíců a sají nektar z květů a medovici. Samci těkavě poletují těsně nad povrchem terénu, některé druhy v rojích. Samice do roje někdy vlétnou. Samice vyhledávají na základě vibrací v zemi, nebo tlejícím dřevě, larvy velkých brouků (především z čeledi roháčovitých, vrubounovitých a nosatcovitých). Následně se k larvě pomocí kusadel a nohou prohrabou, ochromí ji žihadlem a buď na ní nakladou vajíčko a nechají ji na místě, nebo jí zatahují hlouběji do země (až 1 metr). Tam vytvoří komůrku a nakladou na larvu vajíčko. Po vylíhnutí se larva žahalky živí larvou brouka po dobu jednoho až dvou týdnů. Následně se zakuklí a přezimuje ve stádiu předkukly.

## Taxonomie
Čeleď žahalkovití se dělí na následující podčeledi a rody, nicméně klasifikace není ujednocená a jde pouze o informativní přehled:
Podčeleď Proscoliinae
- Proscolia Rasnitsyn 1977

Podčeleď Scoliinae
Tribus Campsomerini
- Aelocampsomeris  Bradley 1957
- Aureimeris Betrem, 1972
- Australelis Betrem, 1962
- Campsomeriella Betrem, 1941
- Campsomeris Lepeletier, 1838
- Cathimeris Betrem, 1972
- Charimeris  Betrem, 1971
- Colpa Dufour, 1841 (Biolib uvádí v rámci tribu Tielidini)[6]
- Colpacampsomeris Betrem, 19671
- Crioscolia Bradley, 1951
- Dasyscolia Bradley, 1951
- Dielis Saussure & Sichel, 1864
- Extrameris Betrem, 1972
- Guigliana Betrem, 1967 (Biolib uvádí v rámci tribu Tielidini)
- Laevicampsomeris  Betrem, 1933
- Leomeris Betrem, 1972
- Lissocampsomeris Bradley, 1957
- Megacampsomeris Betrem, 1928
- Megameris Betrem, 1967
- Micromeriella Betrem, 1972
- Peltatimeris Betrem, 1972
- Phalerimeris Betrem, 1967
- Pseudotrielis Betrem, 1928
- Pygodasis  Bradley, 1957
- Radumeris Betrem, 1962
- Rhabdotimeris  Bradley, 1957
- Sericocampsomeris Betrem, 1941
- Sphenocampsomeris  Bradley, 1957
- Stygocampsomeris  Bradley, 1957
- Tenebromeris  Betrem, 1963
- Trisciloa Gribodo, 1893
- Tristimeris Betrem, 1967
- Tubatimeris Betrem, 1972
- Tureimeris  Betrem, 1972
- Xanthocampsomeris Bradley, 1957

Tribus Scoliini
- Austroscolia  Betrem, 1927
- Diliacos Saussure & Sichel, 1864
- Laeviscolia Betrem, 1928
- Liacos Guérin-Méneville, 1838
- Megascolia Betrem, 1928
- Microscolia Betrem, 1928
- Mutilloscolia Bradley, 1959
- Pyrrhoscolia Bradley, 1957
- Scolia Fabricius 1775
- Triscolia de Saussure 1863

## Galerie

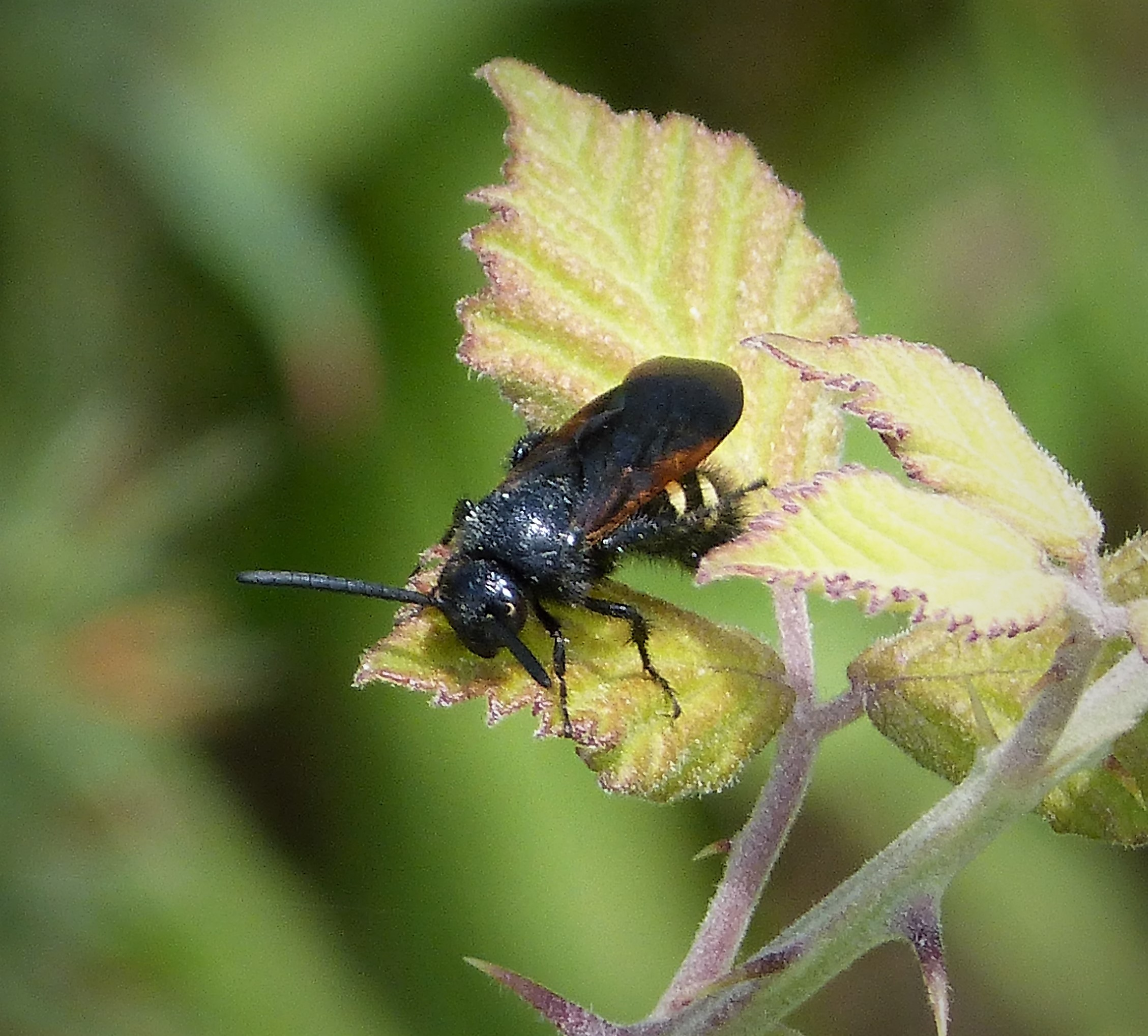
Žahalka šestiskvrnná (Scolia sexmaculata)
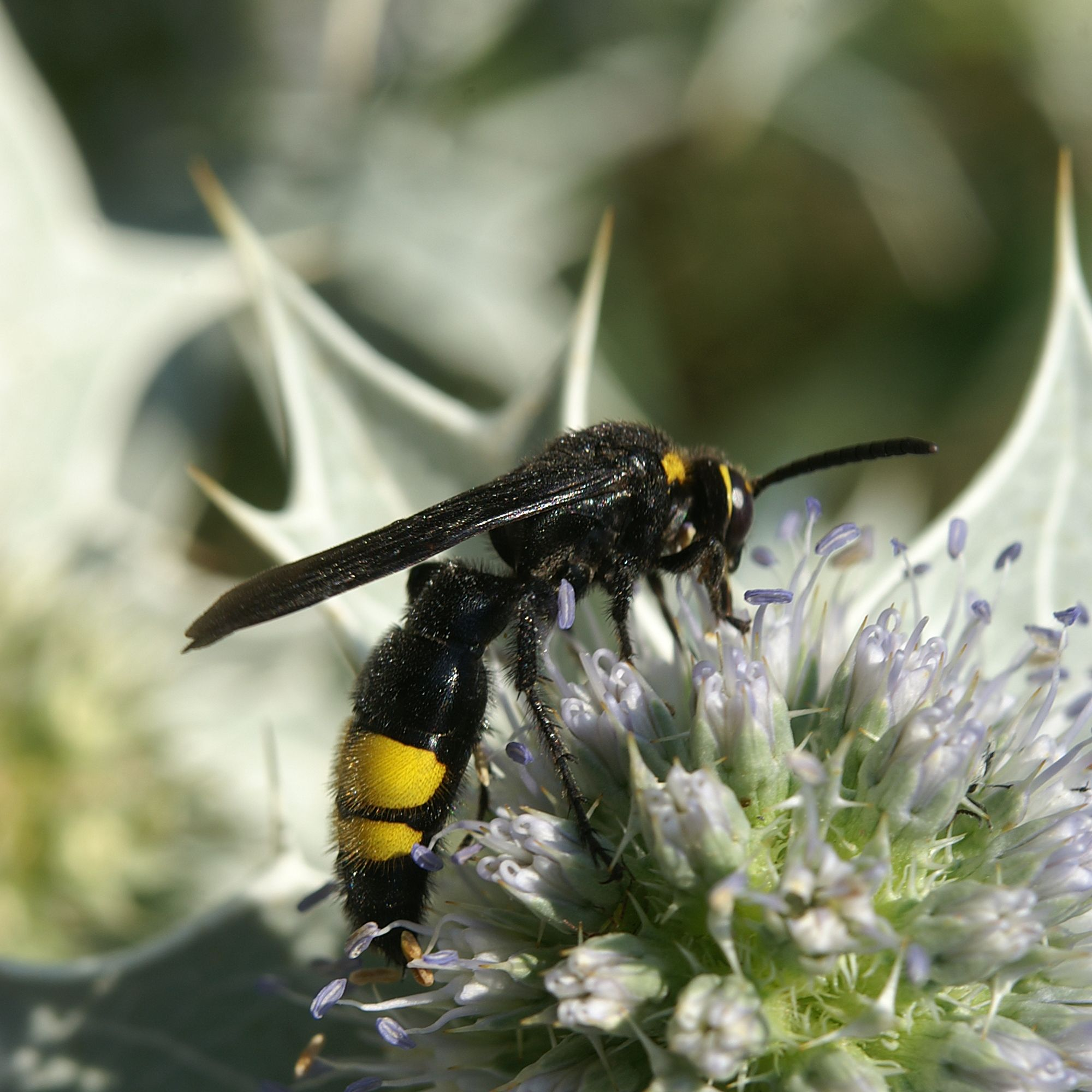
Žahalka žlutá (Scolia hirta)
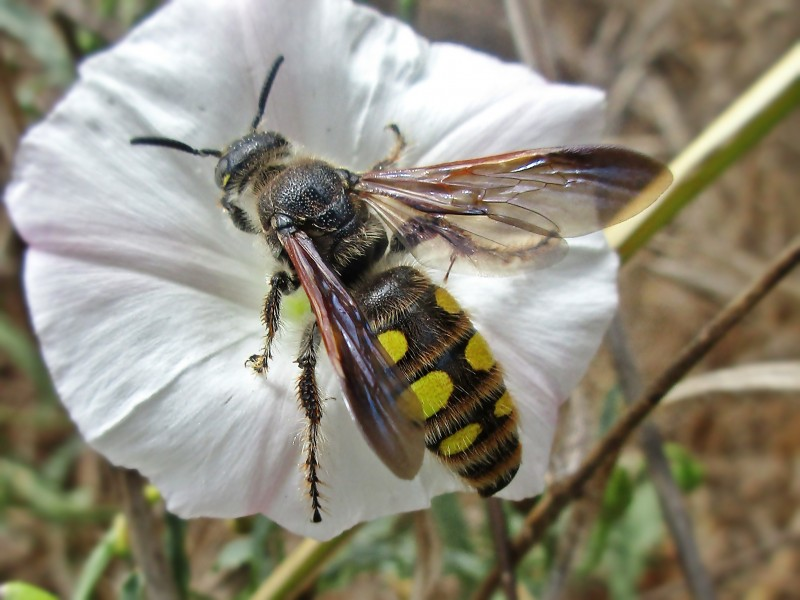
Žahalka žlutoskvrnná (Colpa sexmaculata)
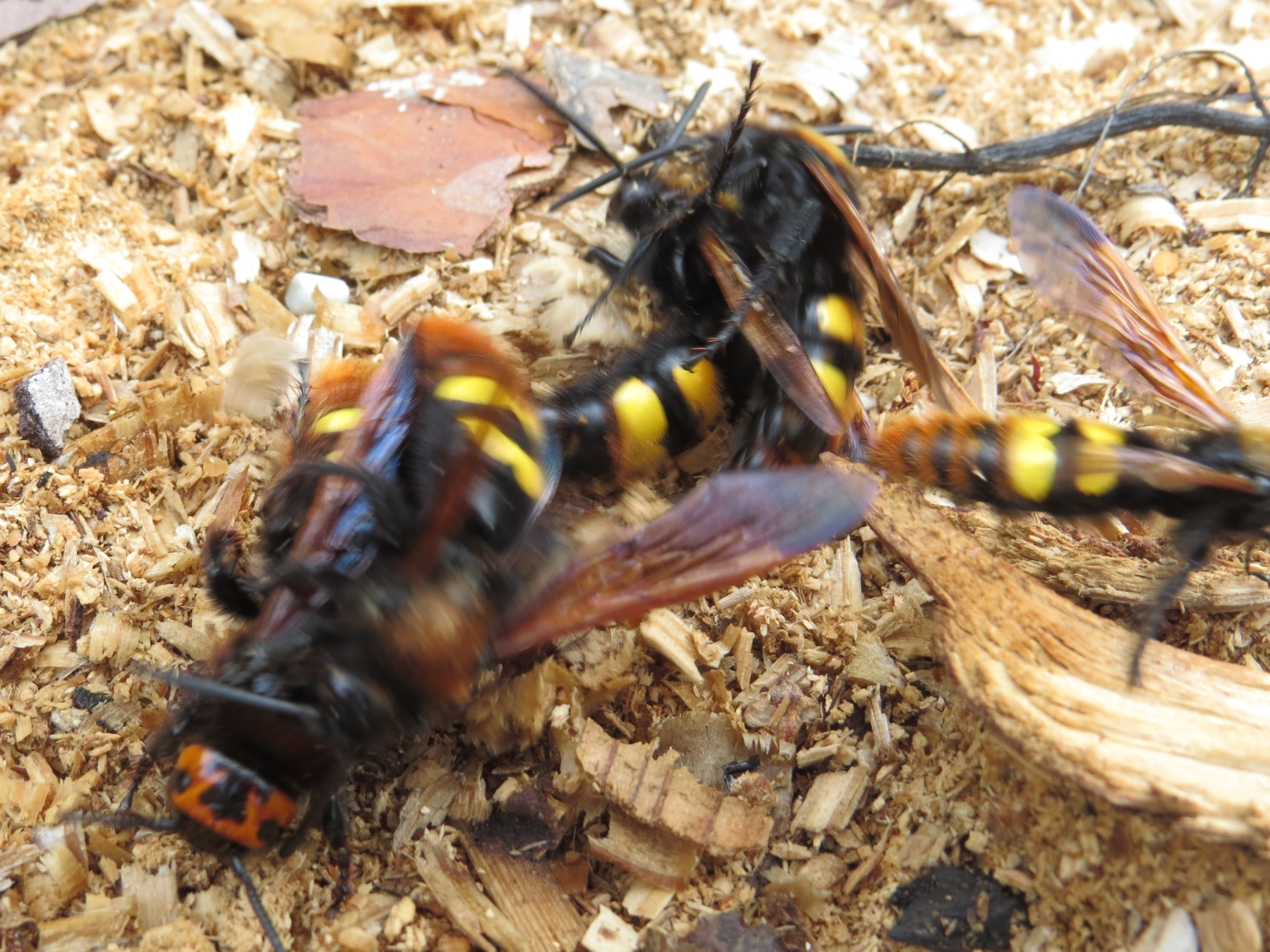
Samci žahalky obrovské (Megascolia maculata) snažící se kopulovat se samicí
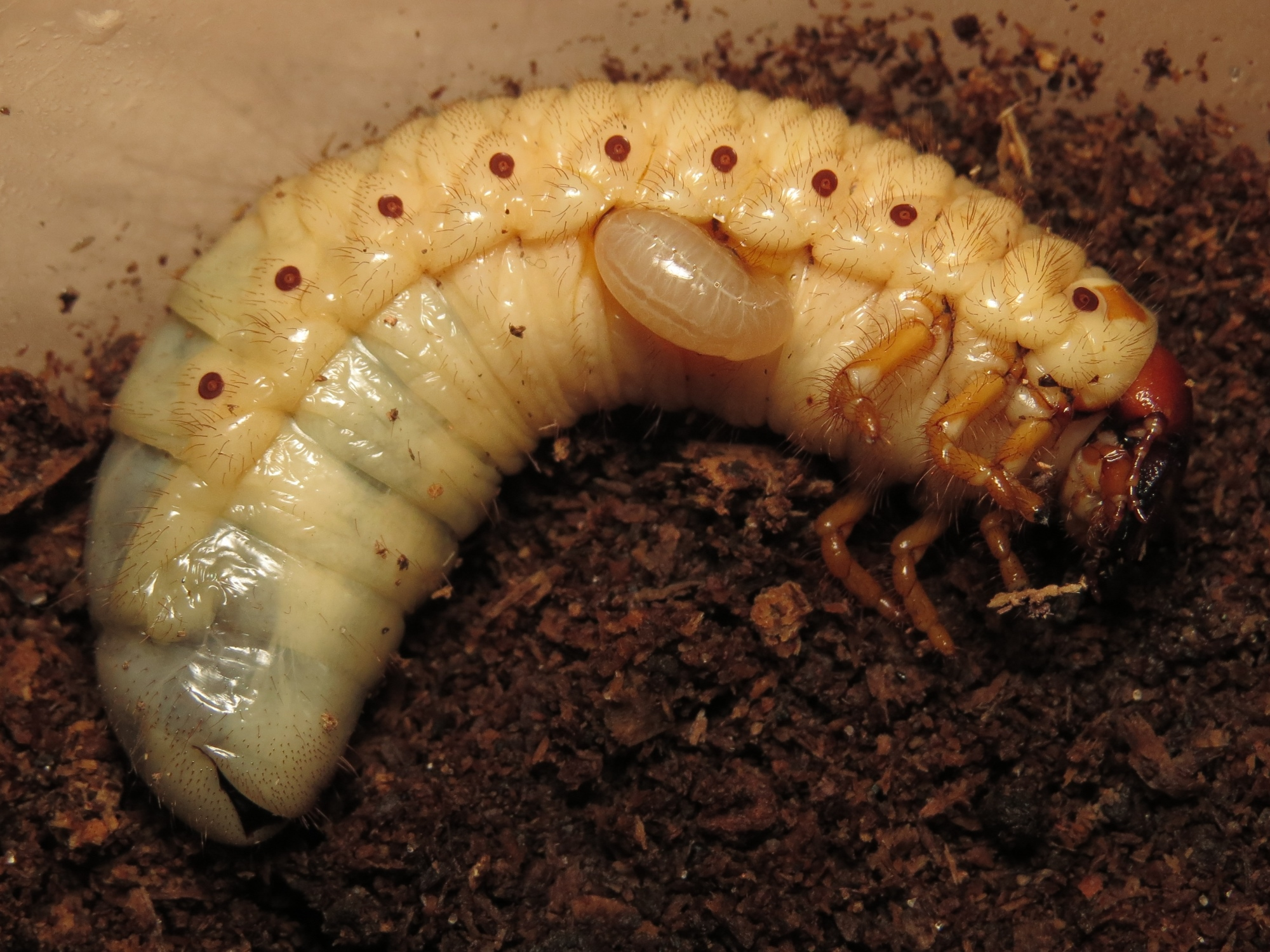
Larva žahalky obrovské živící se larvou nosorožíka kapucínka (Oryctes nasicornis)
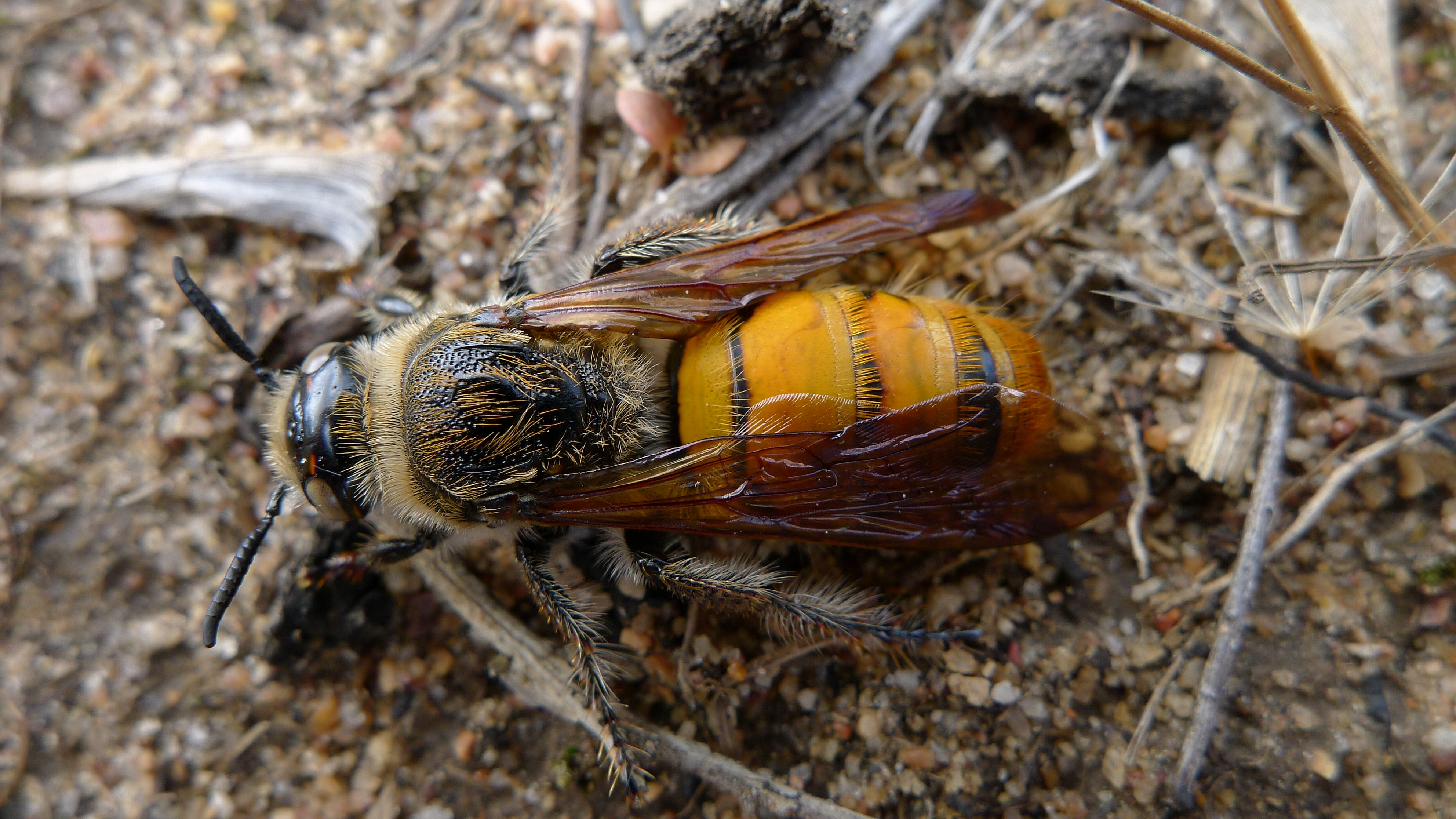
Žahalka druhu Radumeris tasmaniensis